# Theretra gnoma
Espèce
Theretra clotho est une espèce d'insectes lépidoptères de la famille des Sphingidae, de la sous-famille des Macroglossinae, de la tribu des Macroglossini, de la sous-tribu des Choerocampina et du genre Theretra.

## Description
Imago
L'envergure varie de 7 à 10 cm. l'espèce est très similaire à Theretra clotho clotho, mais beaucoup plus pâle. Le dessus de l'aile postérieure a une zone marginale pâle qui est plus étendue que dans Theretra clotho clotho, presque aussi large que Theretra clotho celata.
Les ailes antérieures sont plus pointues à apex. La tête et le thorax sont de couleur verdâtre. L'abdomen présente des taches latérales noires sur le premier segment. Côté ventral de couleur ocre. Pour la face dorsale de l'aile inférieure la zone noire de fumée est réduite par rapport à Theretra clotho, et éclaircissant vers l'angle anal et la marge extérieure. 
Chenille
La chenille est verte ou brun pâle, tachetée de stries sombres. Un ocelle verdâtre sur les 4 somites bordé de jaune au-dessus, rose au-dessous avec un centre blanc linéaire. Les pattes sont roses et les ptérygopodes sont verdâtres.

## Répartition et habitat
Répartition
L'espèce se trouve au Sri Lanka, l'Inde (y compris les îles Andaman), au Népal et en Birmanie, à l'est en Chine et à Taiwan.
Habitat
Il se compose de forêts ouvertes, les lisières des forêts, des vergers, des plantations, des zones boisés, des jardins de banlieue et les parcs de ville.

## Systématique
- L'espèce Theretra clotho a été décrite par l’entomologiste danois Johan Christian Fabricius en 1775[1] sous le nom initial de Sphinx gnoma.

### Synonymie
- Sphinx gnoma Fabricius, 1775 Protonyme
- Sphinx butus Cramer, 1777
- Chaerocampa gonograpta Butler, 1875